# Суворое (Николаевская область)
Суворое (укр. Суворе, до 2016 г. — Червоная Зирка) — село в Снигирёвском районе Николаевской области Украины.

## История
Основано в качестве еврейской земледельческой колонии в 1918 году.
В 1946 году указом ПВС УССР хутор № 16 переименован в Червоную Зирку.
Население по переписи 2001 года составляло 690 человек. Почтовый индекс — 57374. Телефонный код — 5162.

## Местный совет
57357, Николаевская обл., Снигирёвский р-н, с. Суворое, ул. Ленина, 55